# Џон Форд
Џон Форд (енгл. John Ford; Кејп Елизабет, 1. фебруар 1894 — Палм Дезерт, 31. август 1973) један је од најуспешнијих америчких филмских режисера у периоду од тридесетих до шездесетих година 20. века. Познат је по режирању вестерна, али и филмовима о Другом светском рату као и „америчком начину живота“.
У последње време неки критичари му замерају да у својим вестернима, поготово у Трагачима, у прилично лошем светлу приказао Индијанце.

## Биографија
Рођен је као Шон Алоишус О'Ферна (енгл. Sean Aloysius O'Fearna) (по неким изворима и као Џон Мартин Фини) у Кејп Елизабету у држави Мејн од родитеља ирског порекла из Голвеја тако да се у многим филмовима налазе мотиви његовог порекла.
Филмску каријеру започео је 1914. године када долази у Холивуд на позив брата, Франсиса Форда. Мења презиме по узору на брата и у почетку ради као глумац и реквизитер, да би се 1917. посветио режирању. У почетку режира неме вестерне са глумцем Харијем Каријем у главној улози, а највећи успех постиже спектаклом Гвоздени коњ 1924. Од 1927. окреће се другим жанровима (нпр. лирским комедијама) те се с лакоћом прилагођава звучном филму. У двадесетим годинама обављао је и дужност председника Савеза филмских редитеља из којег је настало данашње Америчко удружење редитеља.
Освојио је четири Оскара за режију филмова Потказивач (The Informer), Плодови гнева (The Grapes of Wrath), Како је била зелена моја долина (How Green Was My Valley) и Миран човек (The Quiet Man) - а да ниједан од та четири филма није био вестерн. Био је номинован у категорији најбољег редитеља за филм Поштанска кочија 1939. те као продуцент у категорији најбољег филма за филмове Миран човек и Дуго путовање кући (The Long Voyage Home).
За главну улогу у класичном вестерну Поштанска кочија 1939. године Форд ангажује Џона Вејна, дотадашњег минорног глумца и ситног епизодисту у вестерн филмовима Б-продукције, постаје његов ментор и ствара од њега „америчку икону“. Кроз Вејнове наступе у својим вестернима Форд износи своје ставове о несаломљивости америчког пионирског и граничарског духа, а Вејн на тај начин постаје једна од најкомерцијалнијих америчких филмских звезда 20. века. Њихово дугогодишње пријатељство и заједнички рад на многим филмовима пружили су Вејну прилику да оствари неке од својих најупечатљивијих улога. У наредних 35 година Вејн ће наступити у 12 Фордових филмова, међу којима су Поштанска кочија (1939), Носила је жуту траку (She Wore a Yellow Ribbon, 1949), Миран човек (1952), Трагачи (The Searchers, 1956), Крила орлова (The Wings of Eagles, 1957) и Човек који је убио Либерти Валанса (The Man Who Shot Liberty Valance, 1962). Џон Вејн је Форда звао „Тренер“ и „Ћале“.
Долина споменика у Јути била је Фордова најомиљенија локација за снимање и у њој је направио многе филмове. Форд је овековечио призоре са америчког Запада најлепшим и најснажнијим филмским кадровима икада снимљеним, поготово у филмовима Поштанска кочија, Трагачи, Тврђава Апача (Fort Apache) и Носила је жуту траку.
Током Другог светског рата, Џон Форд је био официр у ратној морнарици САД и снимао је документарне филмове за Министарство одбране. За те филмове освојио је још два Оскара, један за Битку за Мидвеј (The Battle of Midway, 1942) и други за много хваљени 7. јун (June 7th, 1943).
Године 1955. Форд почиње снимање класичне морнаричке комедије Господин Робертс (Mister Roberts) са Хенријем Фондом, Џеком Лемоном, Вилијамом Пауелом и Џејмсом Кегнијем у главним улогама. Међутим, ускоро га замењује Мервин ЛиРој пошто Форд, због пуцања жучне кесе, није био у стању да настави снимање.
Глумац Ворд Бонд глумио је Џона Форда лично (као Џона Доџа) у филму Крила орлова из 1957.
Многи глумци често су глумили у Фордовим филмовима: Ворд Бонд, Кен Кертис, Џејн Дарвел, Френсис Форд (брат), Бен Џонсон (глумац), Виктор Меклаглен, Хари Кари Јр... Били су познати као „Друштванце Џона Форда“.
Први је добитник Амерички институт за филм награде за животно дело АИФ 1973. године.
Џон Форд је преминуо од рака желуца у 79. години у Палм Дезерту у Калифорнији. Сахрањен је на Гробљу светог крста у Калвер Ситију, Калифорнија.

## Филмографија
- Потказивач (1935)
- Поштанска кочија (1939)
- Плодови гнева (1940)
- Како је била зелена моја долина (1941)
- Моја драга Клементина (1946)
- Бегунац (1947)
- Рио Гранде (1950)
- Миран човек (1952)
- Господин Робертс (за време снимања замењен Мервином ЛиРојем ) (1955)
- Трагачи (1956)
- Човек који је убио Либертија Валанса (1962)
- Донованов гребен (1963)

## Утицај
Форд се сматра једним од најутицајнијих холивудских филмских стваралаца. Часопис MovieMaker је рангирао Форда као петог најутицајнијег режисера свих времена. Испод су неки од људи на које је Форд директно утицао или који су се дивили његовом раду:
- Ингмар Бергман[4] – Изјавио је да је Форд, „најбољи режисер на свету”.
- Бахрам Бејзај је написао похвалну критички преглед о Фордовим познатијим филмова 1961. године, који је антологован у збирци радова Масуда Фарасатија из 2014. и о Форду на перзијском.[5]
- Жан-Лик Годар[6] – Једном је упоредио завршетак Трагача са „Уликсом уједињеним са Телемахом”
- Алфред Хичкок[7] – „Филм Џона Форда био је визуелно задовољство”
- Елија Казан[8]
- Сатоши Кон је нашао инспирацију у Фордовом филму Три кума, за свој анимирани филм Токијски кумови, рефренски приказ Фордовог запада, постављен у савременом Токију.
- Стенли Кјубрик[9]
- Акира Куросава[10] – „Од почетка сам поштовао Џона Форда. Беспотребно је рећи да сам обраћао изузетну пажњу на његове продукције, и мислим да су утицале на мене.”
- Дејвид Лин је био инспирисан Трагачима при стварају свог филма Лоренс од Арабије
- Сатјађит Рај[11] – „Обилежје никада није лако описати, али најближи опис Форда био би комбинација снаге и једноставности. Најближи еквивалент који могу да нађем је из света музике: Бетовен из средњег периода.”
- Жан Реноар[4] – Након што је гледао Информатора, он је наводно рекао Џорџу Ситону: „Данас сам толико научио ... Научио сам како да не померам моју камеру.”
- Џон Вејн[12]
- Орсон Велс[4] – Кад је упитан да именује режисере који су му се највише свиђају, он је одговорио: „Свиђају ми се стари мајстори, под тим мислим на Џона Форда, Џона Форда и Џона Форда.”